# توماس أوليري
توماس أوليري (بالإنجليزية: Tomás O'Leary) هو لاعب اتحاد الرغبي أيرلندي، ولد في 22 أكتوبر 1983 في كورك في جمهورية أيرلندا.

## وصلات خارجية
- توماس أوليري على موقع دوري الرغبي الممتاز (الإنجليزية)
- توماس أوليري على موقع سلسلة سباعيات الرغبي العالمية - رجال (الإنجليزية)
- توماس أوليري عل موقع إسبنسكروم (الإنجليزية)
- توماس أوليري على موقع ItsRugby.co.uk (الإنجليزية)